# Кошевой атаман

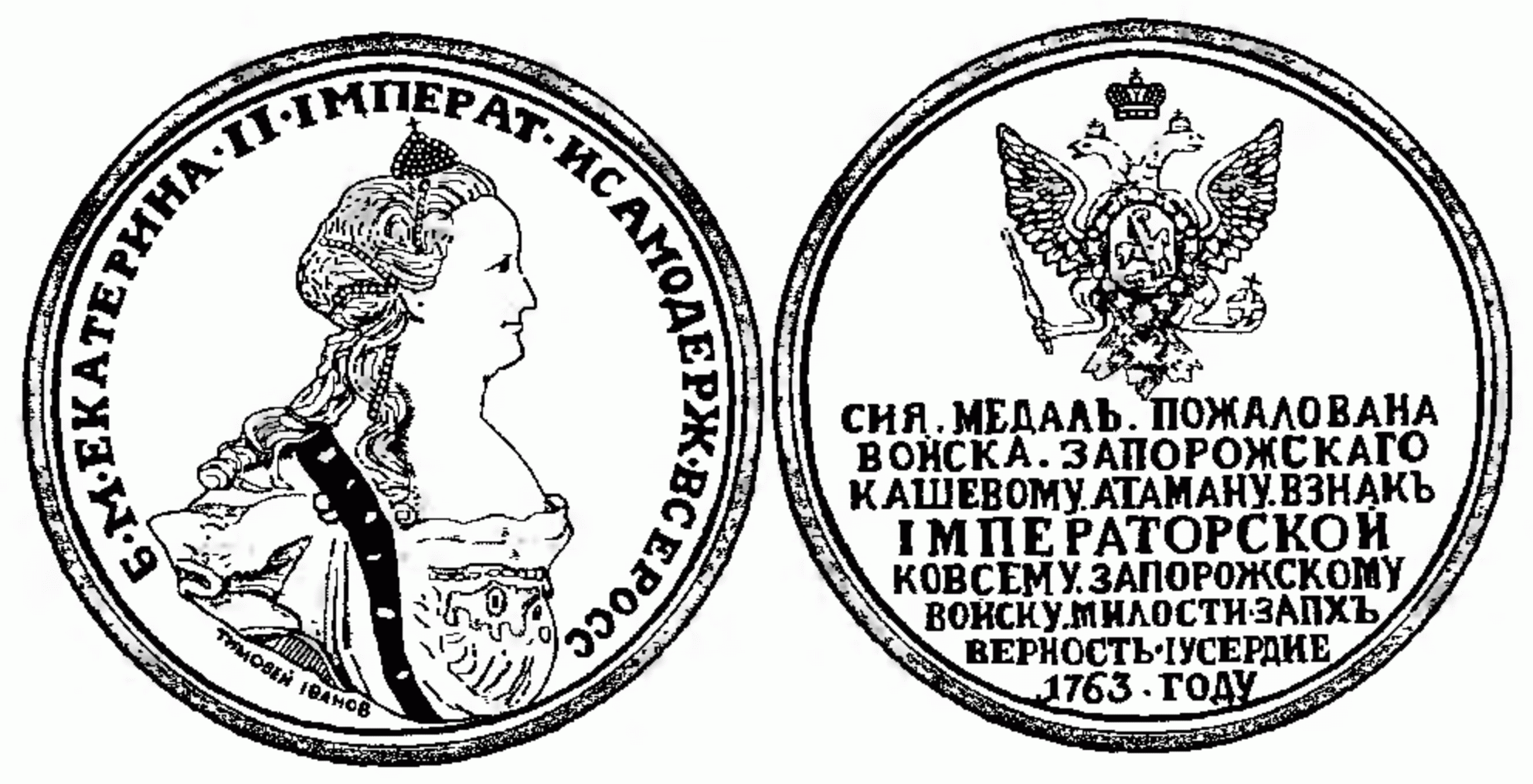
Настольная медаль, пожалованная кошевому атаману войска Запорожского императрицей Екатериной Великой в 1763 году, «в знакъ Iмператорской ко всему Запорожскому войску милости за ихъ верность i усердие». Прорись. 65 мм. Серебро. 1763 год

Кошево́й атама́н или просто кошево́й — глава военного управления (коша) в Запорожской Сечи  с середины XVI века до 1775 года, в Задунайской сечи в 1775 — 1828 годах и в Черноморском казачьем войске в 1787 — 1797 годах.
В других источниках указано что кошево́й был начальник коша, станичный атаман, а кошем у запорожских казаков (черкас) звали селенье, станицу (стан), и кош — закрытая оседлость, укреплённый лагерь запорожского войска, его резиденция, где сосредоточивались все распоряжения — в лице кошевого атамана, правителя казацкой общины.

## История
Кошевой атаман или просто кошевой избирался всеми куренями на войсковой раде, сроком на год, и если полномочия его не возобновлялись, возвращался к своему куреню в качестве рядового казака. Внешним знаком его власти служила булава, которая хранилась в церкви. Пользовался почти неограниченной властью.
В Запорожской Сечи, до 1654 года, кошевой атаман осуществлял также дипломатические переговоры с Россией и Польшей, крымским ханом и другими.
По замечанию Ломиковского (см. «Словарь малорусской старины», Киев, 1894 год), «каждый избранный кошевой должен был притворяться человеком простым, добрым, никакого умственного преимущества над рядовыми казаками не имущим, а только храбростью и добротой сердца отличаться, судить и говорить с прочими, в мирное время, яко отец с детьми».
Несколько раз становились кошевыми атаманами такие известные украинские военные деятели, как Кость Гордиенко и Иван Малашевич.
Последним кошевым атаманом Запорожской сечи был Петр Калнышевский. Последним кошевым атаманом задунайской сечи был Осип Гладкий. Последним кошевым атаманом Черноморского казачьего войска был Антон Головатый, позже на смену кошевым (общинным) атаманам пришли наказные (назначаемые русским царем).

Воспоминания запорожца
Каждые полгода они выбирали военачальника, кошевого, который, отправившись в церковь, торжественно принимал знаки своего достоинства, получаемые им от русской государыни и состоявшие из особой шапки, булавы, пернача, трости и бунчука. Власть его была чисто военной. Он должен был уметь читать, но уметь писать ему не полагалось, очевидно, для того, чтобы умерить его власть, ограничить возможность новаторства с его стороны в области законов, изданных его предшественниками, знать которые он был обязан, так как читать умел. Ввиду того, что все распоряжения должны были даваться им устно, а не письменно, ему приходилось лично фигурировать при всевозможных обстоятельствах и, так сказать, своей особой гарантировать правильность своих приказаний. Избирали его из благородных казаков, очевидно, с тем, чтобы он мог внушать больше уважения этому воинственному народу и был бы в состоянии им управлять. Дабы привычка повелевать не повела к злоупотреблениям, по истечении полугода его сменяли; однако в случае, если им были довольны, правление его продолжалось. Если же имели в виду избрать кого-нибудь другого, то собирались в определенный день в церкви, где кошевой слагал знаки своего сана, а народ, предварительно подкрепивший своё мужество вином, разбивался на многочисленные партии, старавшиеся протащить каждая своего избранника до дверей святилища; первый, кому удавалось надеть шапку кошевого, становился с этого момента начальником всех куреней, и споры прекращались. Новый кошевой садился на коня и уезжал. От каждого запорожского казака он получал по грошу, или по 2 коп..
Будучи начальником, он, однако же, зависел от общественного мнения, и многие из них бывали вызываемы на суд народа и приговариваемы к наказанию, как всякое рядовое лицо. Последний кошевой был сослан в Соловецкий монастырь, где ему и предстоит окончить свои дни. — Жильбер Ромм. Путешествие в Крым в 1786 г. — Ленинград: Издание Ленинградского государственного университета, 1941 г. - 79 с.